# (35862) 1999 JO67
1999 JO67 (asteroide 35862) é um asteroide da cintura principal. Possui uma excentricidade de 0.23535610 e uma inclinação de 2.71068º.
Este asteroide foi descoberto no dia 12 de maio de 1999 por LINEAR em Socorro.